# Euphrasia microcarpa
Euphrasia microcarpa är en snyltrotsväxtart som beskrevs av Francis Whittier Pennell. Euphrasia microcarpa ingår i släktet ögontröster, och familjen snyltrotsväxter. Inga underarter finns listade i Catalogue of Life.